# Mario Theissen
Prof. Dr.-Ing. Mario Theissen (* 17. srpna 1952 v Monschau) je ředitel pro motosport společnosti BMW. Je ženatý s Ulrikou Theissen, má syna a dvě dcery, spolu s rodinou žije v Mnichově.
Zájem o oblast motorů a o motosport se u Mario Theissena objevil během studií strojírenství (1971–1977) na Vysoké škole technické v Cáchách, kde studoval konstrukci motoru. Svou první práci u BMW přijal hned po ukončení studia v červnu 1977, kde spolupracoval na kalkulacích v oddělení motorů. V následujících letech působil v oblasti vývoje motorů na různých pozicích. V roce 1989 získal doktorát s práci na téma "Untersuchung zum Restgaseinfluß auf den Teillastbetrieb des Ottomotors" (Výzkum vlivu zbytkového plynu na dílčí zatížení zařízení Ottomotorů) na strojírenské fakultě Růrské univerzity v Bochumi. V roce 1998 se podílel na vytvoření technologické kanceláře BMW v Kalifornii.
Od dubna 1999 byl spolu s Gerhardem Bergrem ředitel pro motosport v BMW, po odchodu Gerharda Bergera v říjnu 2003 tuto funkci vykonává sám. Pod jeho zodpovědnost spadají veškeré sportovní projekty BMW, tj. mimo Formuli 1 i Formule BMW, mistrovství světa WTCC a 24hodinové závody.
V červenci 2005 se stal honorárním profesorem na Vysoké škole technické a ekonomické v Drážďanech.